# Font de l'Abeurador (la Plana de Mont-ros)
La Font de l'Abeurador és una font del terme municipal de la Torre de Cabdella (antic terme de Mont-ros), del Pallars Jussà, dins del territori del poble de la Plana de Mont-ros.
Està situada a 871 m d'altitud, al sud de la Plana de Mont-ros, en el costat de llevant de la cruïlla d'entrada al poble per migdia, on la carretera L-503z se separa de la principal, la L-503.